# 크리스티나 김

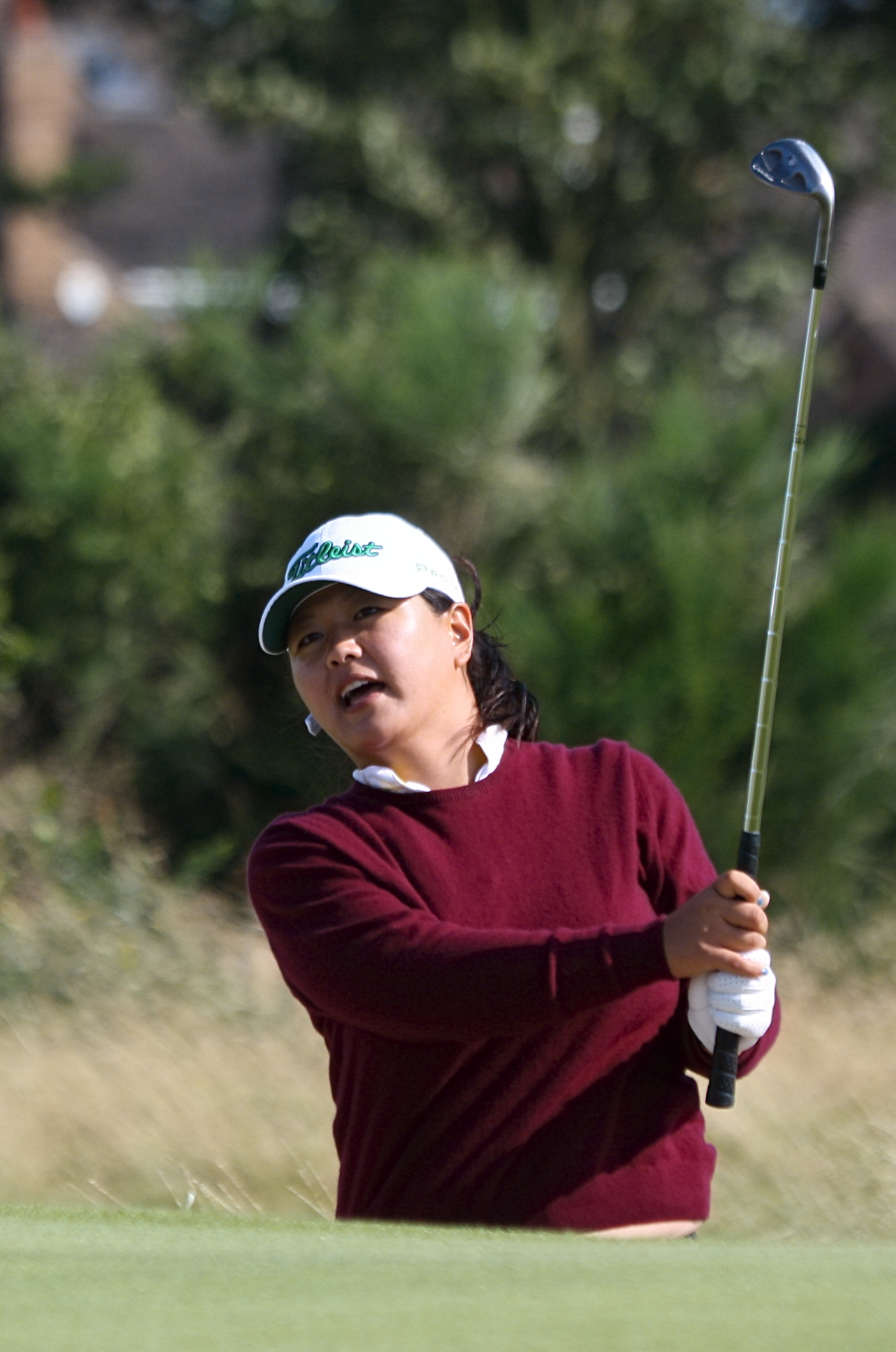
크리스티나 김

크리스티나 김(Christina Kim, 한국어: 김초롱, 1984년 3월 15일 ~ )은 미국 LPGA에서 활동하고 있는 한국계 미국인 여성 골프 선수이다. 키는 167cm이다.
미국 캘리포니아주 산호세에서 태어났으며, 오크그로버 고등학교를 졸업했다.

## 활동 사항
- 2002년 LPGA 2부 퓨처스투어 캘리포니아퓨처스클래식 2위
- 2001년 US주니어여자골프선수권대회 대회사상 18홀 최저타 신기록
- 2001년 LPGA 2부투어 SBC퓨처스투어 퀄리파잉스쿨 공동1위
- 2002년 2003년 LPGA 풀시드권 획득
- 2003년 LPGA투어 웰치스프라이스챔피언십 공동4위
- 2004년 미국여자프로골프(LPGA)투어 스테이트팜클래식 우승